# Fira de Reis per Sant Tomàs
La Fira de Reis per Sant Tomàs se celebra des de final de desembre i fins al dia de Reis, unes dates properes a la festivitat de Sant Tomàs, el 21 de desembre. La fira té lloc a la Gran Via de les Corts Catalanes i se celebra des del 1877. Està organitzada per l'Associació de Firaires de la Fira de Sant Tomàs i l'Associació de Tallers Artesans de la Gran Via, amb la col·laboració del Gremi de Detallistes de Joguines, el Gremi de Xurrers de Catalunya i el Gremi d'Artesans i Artesanes.
Els firaires s'instal·len entre els carrers de Muntaner i Calàbria, distribuïts per sectors i en dues llargues fileres. La fira és una veritable exposició de productes de bijuteria, decoració, roba i ceràmica, i també s'hi venen llaminadures, joguines i tota mena d'objectes de regal. A més, els visitants tenen l'oportunitat de menjar la xocolata amb xurros que s'hi prepara.